# シロノワール
シロノワールは、喫茶店チェーン「珈琲所 コメダ珈琲店」で提供されているスイーツ商品。同店の看板商品の一つである。

## 概要

### 発祥
コメダ珈琲店の石川橋店(後の本店、上山店)が開業した1977年2月8日より販売されている。名称は、フランス語で「黒い」を表す「ノワール」とソフトクリームの「白」を組み合わせたもので、コメダ創業者の加藤太郎が名付けた。

### 特徴
温められたデニッシュパンの上にソフトクリームが載せられており、シロップが付属している。

### 受容
2020年にコメダが開設したコメダのオンラインファンサイト「さんかく屋根の下」では、ファンらが自宅でシロノワールを再現する方法を披露しあって盛り上がりを見せた。
コメダ珈琲店が愛知県名古屋市発祥であることから、シロノワールは名古屋めしのひとつとして位置づけられている。
名古屋在住の推理作家である太田忠司は、2010年に名古屋市を舞台にした推理小説『甘栗と戦車とシロノワール』を上梓した。

## 種類
通常のシロノワールより小さい「ミニシロノワール」が常時提供されている。
期間を限定して提供されたメニューもあり、2015年10月にはりんご、同年12月にはチョコといちごが提供されたほか、2016年2月にはバレンタインデーに合わせ、チョコレート味のソフトクリームとチョコクリームを使った「クロノワール」も提供された。
また、コメダ珈琲店の姉妹店「おかげ庵」では、抹茶を使ったデニッシュパンに抹茶ソフトクリームを乗せて、黒蜜をかける「抹茶シロノワール」が提供されており、同店が所在する地域内外より客がやってくるほどの人気メニューである。

### 期間限定のシロノワール
| 名称                                      | 販売期間                                                                      | 備考 | 脚注          |
| ----------------------------------------- | ----------------------------------------------------------------------------- | --- | ------------- |
| チョコノワール                            | 2014年12月1日 - 2015年1月14日                                                 | クリスマス向けメニューとして販売。 | [ 10 ]        |
| キャラノワール                            | 2015年1月15日 - 2015年2月28日                                                 | | [ 10 ]        |
| シロノワール 完熟チョコバナ               | 2018年4月9日 - 5月末日                                                        | | [ 11 ]        |
| シロノワール 爽夏(さやか)                 | 2018年6月1日 - 7月中旬                                                        | | [ 10 ]        |
| シロノワール ロイヤルピーチ               | 2018年7月13日 - 9月上旬                                                       | | [ 10 ]        |
| 大人ノワール                              | 2018年9月25日 - 10月下旬 2019年9月4日 - 9月末日 2020年9月1日 - 10月中旬       | | [ 12 ]        |
| シロノワール小枝                          | 2018年10月23日 - 12月上旬                                                     | | [ 10 ]        |
| 小倉ノワール 紫ロマン                     | 2018年12月13日 - 2019年1月下旬                                                | | [ 10 ]        |
| シロノワール いちごチョコ                 | 2019年1月30日 - 3月末日                                                       | | [ 10 ]        |
| シロノワール チーズタルト                 | 2019年4月1日 - 5月下旬                                                        | | [ 10 ]        |
| シロノワール アップルカスタード           | 2019年6月7日 - 7月中旬                                                        | 青森初出店記念メニュー。青森初出店によってコメダ珈琲は全国統一展開を達成した。 | [ 10 ] [ 13 ] |
| シロノワール 北海道メロン                 | 2019年7月16日 - 9月下旬                                                       | | [ 14 ]        |
| おさつノワール                            | 2019年10月1日 - 11月12日                                                      | | [ 10 ]        |
| シロノワールプリン                        | 2019年11月13日 - 2020年1月下旬                                                | プリンの味わいを再現したシロノワール。 | [ 10 ]        |
| ベリー黒みつ シロノワール                 | 2020年1月20日 - 2月6日                                                        | 期間限定のコーヒー「黒みつミルクコーヒー」と同時発売。 | [ 10 ] [ 15 ] |
| ショコラノワール                          | 2020年2月7日 - なくなり次第終了                                               | ゴディバが監修。「なくなり次第終了」としていたが、本部の予想をはるかに上回る販売状況となり、多くの店舗で早々に販売終了となった。 （2月11日、公式に販売終了。） シロノワール以外にも、ソフトクリームを使用する商品がチョコ入りの「ゴディバ×コメダ」コラボ商品になった。 | [ 16 ] [ 17 ] |
| 小倉ノワール                              | 2020年2月中旬 - 3月下旬 2020年12月4日 - 2021年1月中旬 2022年3月10日 - 4月下旬 | 3度にわたって販売されている。 | [ 18 ]        |
| シロノワール ジューシーパイン             | 2020年4月8日 - 7月14日                                                        | | [ 10 ]        |
| シロノワール フロマージュベリー           | 2021年3月3日 - 4月下旬                                                        | | [ 10 ]        |
| まっしろノワール                          | 2020年7月15日 - 8月下旬 2021年4月28日 - 6月15日                               | デニッシュの上にソフトクリーム・粉糖・練乳がトッピングされており、真っ白な見た目となっている。 | [ 19 ] [ 20 ] |
| シロノワール 瀬戸内レモン                 | 2021年6月16日 - 8月上旬                                                       | 瀬戸内レモンの果汁と果皮を使用したレモンソースがかけられたシロノワール。 | [ 21 ]        |
| シロノワール 杏仁マンゴー                 | 2021年8月4日 - 9月中旬                                                        | | [ 10 ]        |
| シロノワール ぜいたくピスタチオ           | 2021年10月1日 - 11月中旬                                                      | | [ 10 ]        |
| もっと大人ノワール                        | 2021年11月25日 - 12月下旬                                                     | 先述の「大人ノワール」をリニューアルしたもの。 | [ 22 ]        |
| シロノワール きゅんハート                 | 2022年2月4日 - 3月上旬                                                        | ゴディバ監修。ハート形のシロノワール。 | [ 23 ]        |
| シロノワール 和香                         | 2022年4月28日 - 6月中旬                                                       | 全メニュー価格改定を行った日から取り扱いを開始した。 | [ 24 ] [ 25 ] |
| ミルクノワール                            | 2022年6月22日 - 8月中旬 2023年7月4日 - 9月上旬 2024年7月24日 - 8月下旬        | | [ 26 ]        |
| シロノワール 抹茶キャラメル               | 2022年8月24日 - 10月中旬                                                      | | [ 1 ]         |
| オレンジと小倉あんの シロノワール         | 2022年10月14日 - 11月下旬                                                     | オレンジページと合作開発。 | [ 27 ]        |
| シロノワール ブラックサンダー             | 2022年11月22日 - 12月下旬 2023年10月4日 - 10月下旬                            | 有楽製菓のチョコレート菓子「ブラックサンダー」とのコラボレーション。2回目の販売の際は、「シロノワール 黒いブラックサンダー」と名称変更されていた。 |               |
| シロノワール むちゃうまプリン             | 2022年12月26日 - 2023年1月下旬                                                | ちいかわとのコラボレーション商品。濃厚なプリン味。 |               |
| シロノワール 白い恋人                     | 2023年2月2日 - 限定数に達し次第販売終了                                       | 石屋製菓の「白い恋人」とのコラボレーション。 |               |
| 小倉ノワール ゆずなごみ                   | 2023年3月1日 - 4月中旬                                                        | 「小倉ノワール」に柚子ソースを加えた一品。 |               |
| シロノワール ブラックモンブラン           | 2023年4月26日 - 6月下旬                                                       | 竹下製菓のアイス「ブラックモンブラン」とのコラボレーション。 |               |
| お月見シロノワール パンプキン             | 2023年9月6日 - 10月初旬                                                       | |               |
| シロノワール 白いブラックサンダー         | 2023年10月4日 - 10月下旬                                                      | 有楽製菓のチョコレート菓子「白いブラックサンダー」とのコラボレーション。「シロノワール 黒いブラックサンダー」と同時に販売。 |               |
| シロノワール 紫いも                       | 2023年10月18日 - 11月下旬                                                     | 料理情報誌「レタスクラブ」との合作開発。 |               |
| シロノワール いちごのミルフィーユ         | 2023年12月1日 - 2024年1月下旬                                                 | 「すみっコぐらし」とのコラボレーション。 |               |
| シロノワール ショコラパッション           | 2024年2月2日 - 限定数に達し次第販売終了                                       | 辻口博啓の監修による一品。 |               |
| 桜咲く おぱんちゅうさぎのシロノワール     | 2024年3月1日 - 4月上旬                                                        | クリエーターの可哀想に！が手掛けるキャラクター「おぱんちゅうさぎ」とのコラボレーション。 |               |
| シロノワール ガーナミルク                 | 2024年4月23日 - 5月下旬                                                       | ロッテガーナチョコレートとのコラボレーション。 |               |
| シロノワール 天空の抹茶                   | 2024年6月5日 - 9月末                                                          | 静岡県の山間地域で栽培される「天空の抹茶」を使用したもの。 |               |
| シロノワール ソルティキャラメル＆アップル | 2024年7月23日 - 8月下旬                                                       | 沖縄県のアイスブランドであるブルーシールとのコラボレーション。沖縄県下の店舗での限定販売。 |               |
| 安納芋のスイートポテトシロノワール        | 2024年9月4日 - 10月中旬                                                       | |               |

## 他社との合作商品
- 森永製菓
  - 2018年に「小枝 シロノワール味」を期間限定販売[28]。
  - 同年に共同で「シロノワール味アイスバー」を開発し、期間限定販売[29]。
- チロルチョコ - 2020年に「チロルチョコ〈シロノワール〉」が、セブン-イレブンで期間限定販売された[30][31]。

## ギャラリー

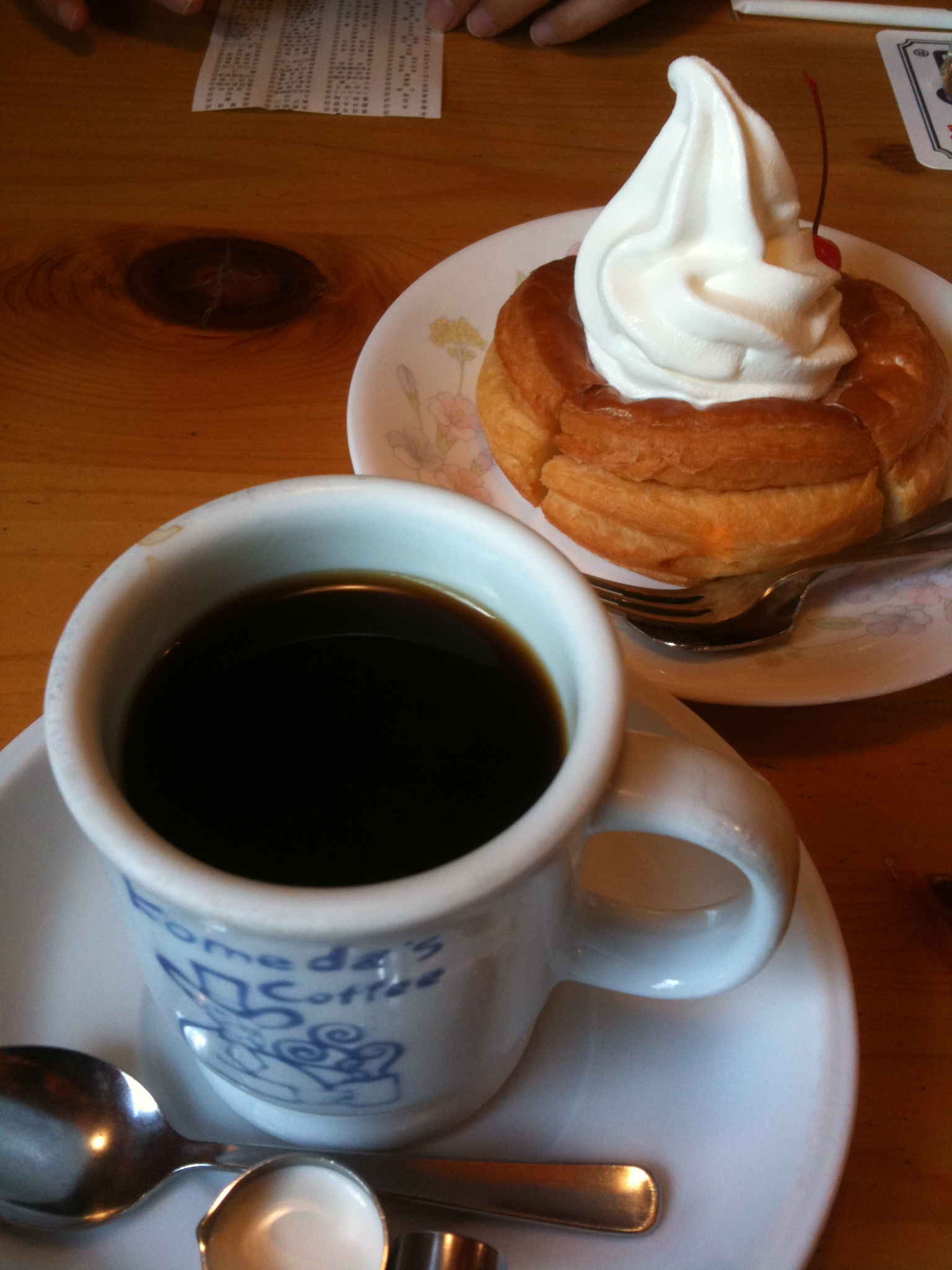
ミニシロノワールとブレンドコーヒー
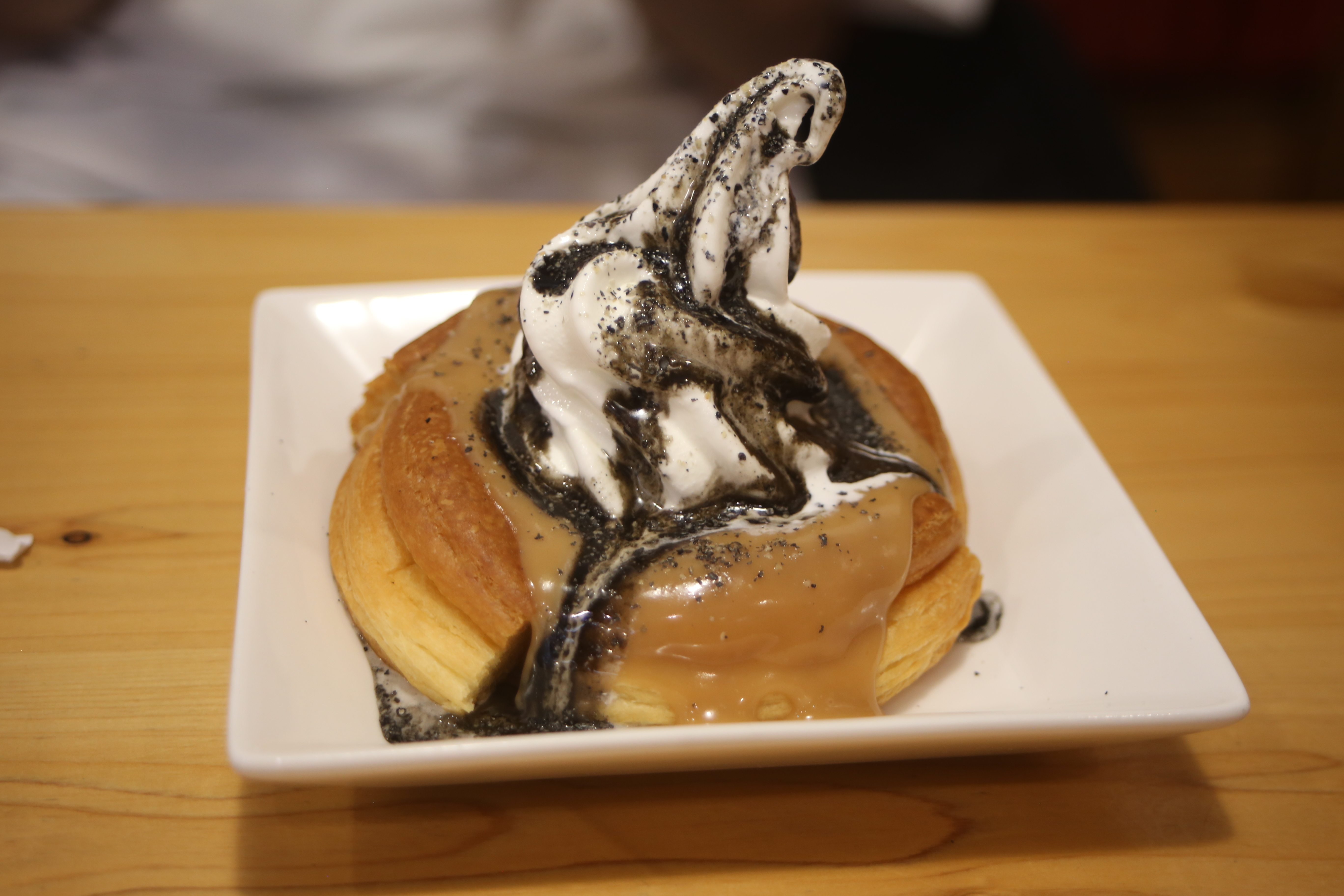
シロノワール 和香
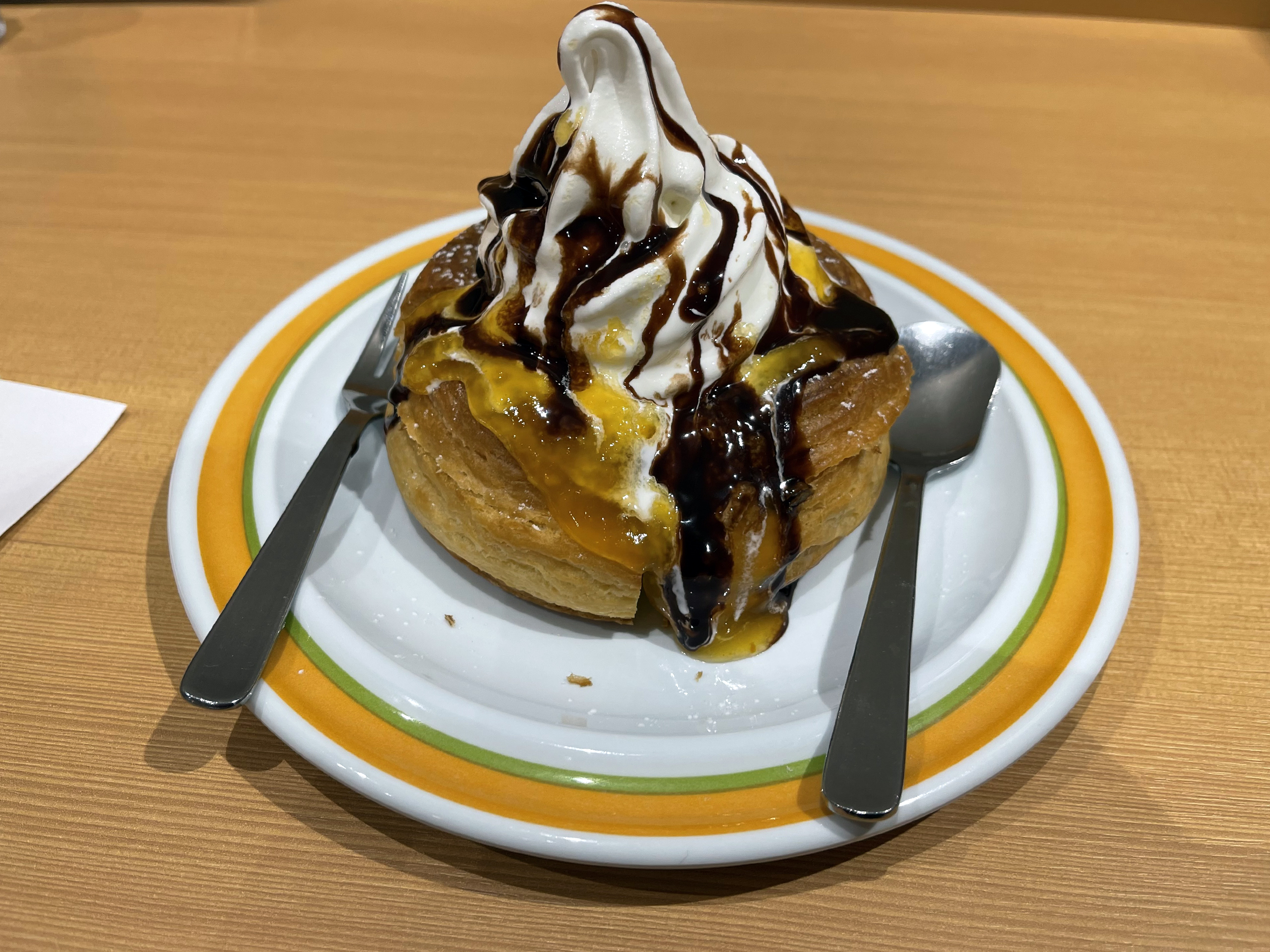
オレンジと小倉あんのシロノワール
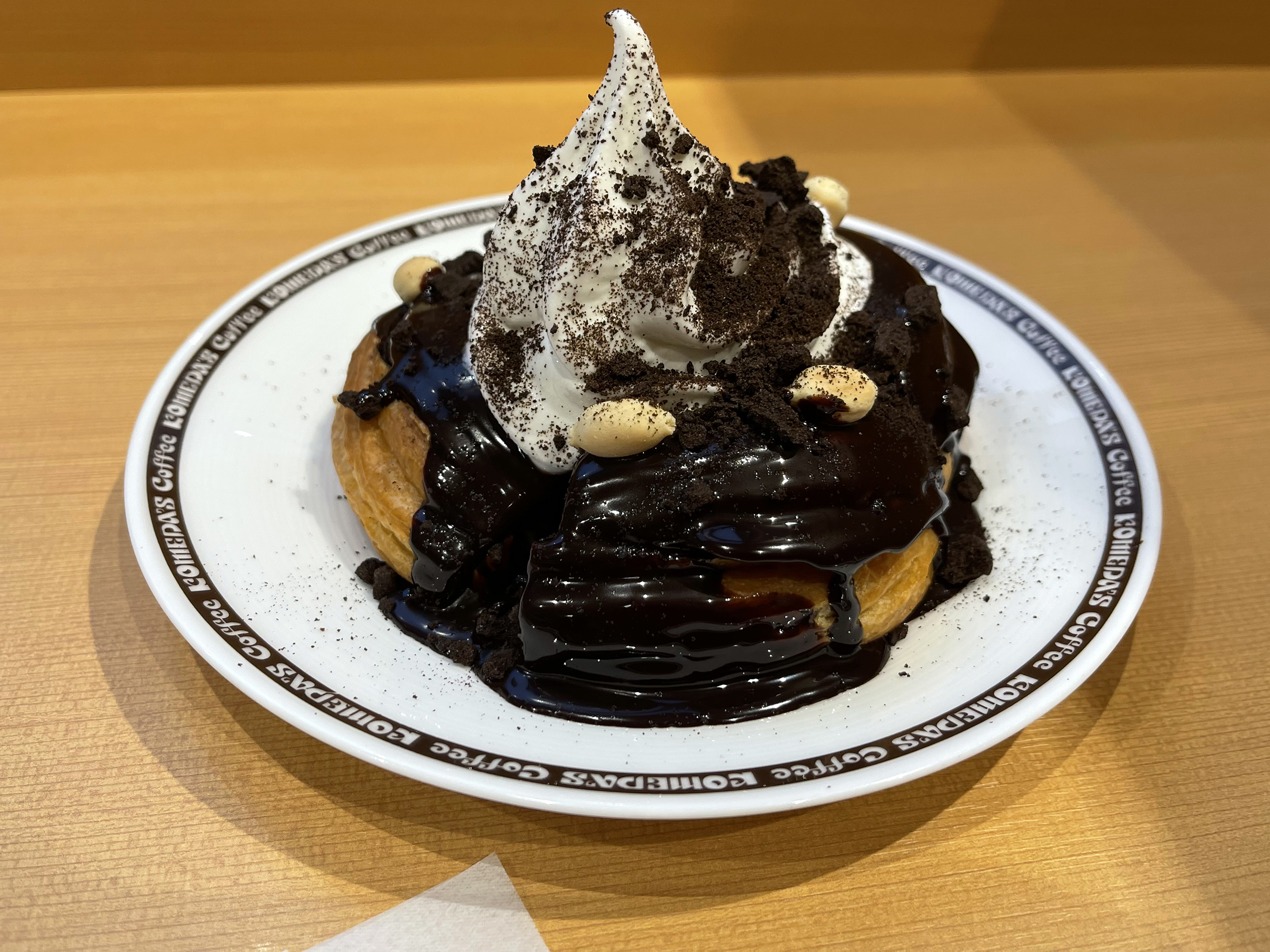
シロノワール ブラックサンダー